# Gesualdo (famiglia)

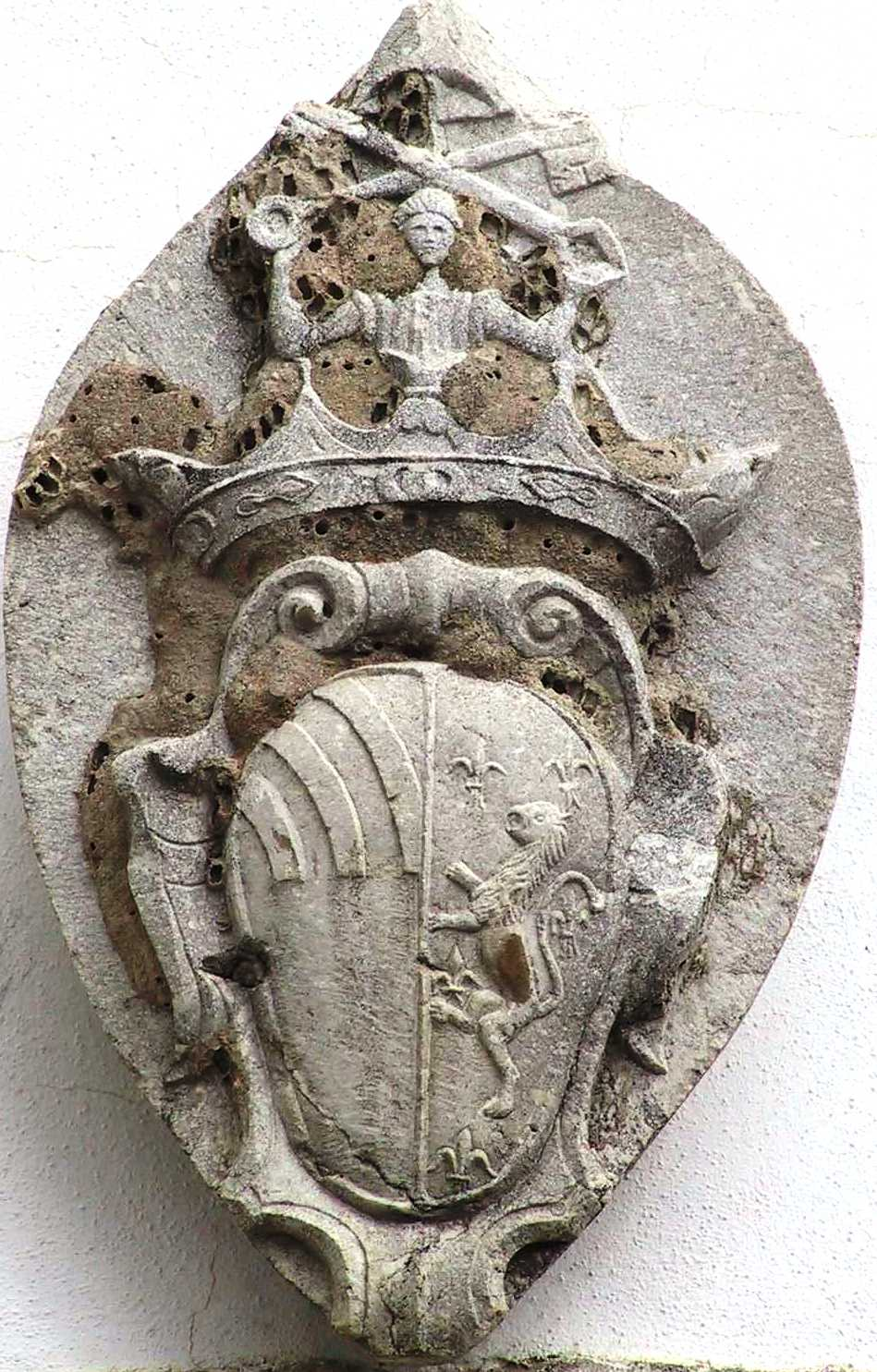
Stemma dei Gesualdo legato ai Ludovisi

La Casata dei Gesualdo è una famiglia nobile italiana.
Secondo antiche cronache e ampia bibliografia hanno come capostipite Guglielmo, figlio naturale di Ruggero Borsa e primo signore di Gesualdo (dal quale feudo trasse il cognome), che sposò Alberada figlia di un Goffredo I conte di Lecce. Si trova incisa in pietra un'iscrizione nel castello di famiglia a Gesualdo che recita:
Esponenti della famiglia ebbero cariche sia statali che ecclesiastiche; tra le ecclesiastiche Alfonso fu cardinale ed arcivescovo di Napoli, un Filippo fu vescovo di Cariati, un Ascanio fu arcivescovo di Bari, un Camillo ed un Troiano furono entrambi arcivescovi di Conza; tra le statali Elia servì Guglielmo II di Sicilia come maresciallo, un Niccolò fu reggente della vicaria, un Ruggiero fu giustiziere di Otranto ed un Carlo fu vicario generale di Calabria.
Complessivamente la famiglia possedette due principati, un ducato, tre marchesati, una contea e novantasette feudi; contrasse parentele con le famiglie Acquaviva, Antiochia, Borromeo, Caldora, Caracciolo, Carafa, Del Balzo, Filangeri, Loffredo, Pignatelli, Ruffo e Sanseverino; fu aggregata al seggio di Nilo dei sedili di Napoli e fu riconosciuta nobile anche in Auletta e Benevento.

## Storia

### Il capostipite
La figura storica del cavaliere longobardo Gesualdo si colloca intorno alla metà del VI sec. d.C. all'epoca del conflitto tra Longobardi e Bizantini per il controllo dell'Italia meridionale. Nell'anno 663, i bizantini guidati dall'Imperatore Costante II, detto il Pogonato, misero a ferro e fuoco il fragile ducato di Benevento cingendone d'assedio la capitale, allora retta dal principe Romoaldo figlio del duca di Benevento Grimoaldo.
Il giovane principe, ai cui servigi era il cavaliere, trovandosi in serie difficoltà a causa dello strapotere dei assedianti ordinò al Gesualdo di raggiungere a Pavia il padre Grimoaldo per chiedere rinforzi. Il cavaliere riuscì ad avvertire il duca che immediatamente dispose l'invio di rinforzi alla volta di Benevento, ma di ritorno da Pavia fu vittima di un'imboscata tesagli dai soldati bizantini che lo catturarono.
L'imperatore bizantino propose al cavaliere di mentire al suo signore in cambio della libertà, quest'ultimo finse di assecondare le richieste nemiche e condotto davanti alle mura della città ruppe l'accordo e urlò ai Longobardi che presto sarebbero stati liberati per l'arrivo dei rinforzi. Le milizie bizantine fiaccate nel numero e nel morale dopo mesi d'assedio, a causa dell'eroico gesto del cavaliere e dell'imminente arrivo dei nemici dal nord furono costrette a rompere l'assedio.
L'imperatore Costante II, prima di darsi alla fuga diede l'ordine che il cavaliere venisse decapitato e che il suo corpo fosse gettato nel fiume Calore. La leggenda vuole che il principe Romoaldo in un ossequioso gesto di pietà verso il prode suo servitore ne raccolse il capo mozzato lanciato all'interno delle mura per poi dargli la più onorata delle sepolture.

### Dinastia normanna
I discendenti del primo Gesualdo per quattrocento anni furono i signori del territorio di Gesualdo, man mano ingrandito; dipendevano dal duca di Benevento, e gli furono fedeli sempre, fino all'estinzione della famiglia, che coincise con la conquista normanna.
La dinastia normanna che signoreggiò Gesualdo ha avuto origini da Guglielmo, figlio illegittimo di Ruggero Borsa (di tale Ruggero rimane un'iscrizione incompleta "… ROGERII NORTHMI APULIÆ ET CALABRIÆ DUCIS …" nel cortile del castello). Guglielmo fu il primo signore di Gesualdo di cui abbiamo notizie con documento del 1141. Questi sposò Abelarda, signora di Lucera, figlia del conte di Lecce. Ebbe due figli: Elia ed Aristolfo. Quest'ultimo guidò un esercito in Terra Santa ai tempi del re Guglielmo il Buono. Alla morte di Guglielmo, avvenuta intorno al 1150 (nel 1145 era sicuramente vivo e nel 1152 era sicuramente morto), subentrò suo figlio Elia, 2º signore di Gesualdo. Nel 1152, insieme alla madre Abelarda, cedette all'abate di Cava de' Tirreni molti beni pugliesi.
Il XII secolo coincise con il periodo di massima espansione della signoria di Gesualdo con il dominio esteso su 36 luoghi tra città e terre situati in tre province, la maggior parte in Principato Ultra, altre in Principato Citra e Basilicata. Dal Catalogus Baronum, Elia, figlio di Guglielmo, risulta signore di una vastissima baronia. Egli amministra personalmente i feudi di Gesualdo, Frigento, Mirabella, Paternopoli, San Mango, Bonito, Lucera e San Lupolo (presso Lucera). Inoltre gli hanno prestato giuramento di fedeltà vassallatica i seguenti feudatari, che sono così diventati titolari dei propri feudi: Trogisio di Grottaminarda, feudatario di Grottaminarda; Guido, feudatario di Serpico; Guglielmo, feudatario di Villamaina, San Barbato (Manocalzati) e nella terra di Atripalda; Guido, feudatario di Arianello (Lapio); Ruggero, feudatario di Candida; Dionisio, feudatario di Montaperto; Ruggero, feudatario di Taurasi e di Rocca San Felice; Benedetto de Forgia, feudatario di Chiusano, nella terra di Atripalda nonché di Montemiletto (o Melito); Pietro di Serra feudatario di Serra; Guarnerio Saraceno, feudatario di Torella dei Lombardi e di Castello la Pietra (Castelvetere), di Montemarano, di Girifalco (Torella dei Lombardi) e di Castelfranci; Eliseo, feudatario di Baiano (contrada tra Ponteromito e Nusco); Accardo feudatario di Chiusano e di Poppano; Giacomo, feudatario di Castelvetere, di Sant'Andrea e di Torre Marella (Castelvetere); Roberto, feudatario di Fontanarosa e Romus de Maccla Pentorisi (non identificato)..
Dal matrimonio di Elia con Diomeda nacquero cinque figli: Guglielmo, Roberto, Ruggero, Goffredo e Maria. Nel suo testamento del 1189 Elia I dispose che fosse sepolto nel monastero di Montevergine, dove era già seppellita la consorte, e lasciò a favore del suddetto monastero un canone annuo di 25 once d'oro. Il primogenito Guglielmo, poiché aveva partecipato ad una congiura contro il re, non poté succedere al padre e pertanto, alla morte di quest'ultimo, subentrò il secondogenito Ruggero, che aveva ottenuto il titolo di conte da Enrico VI nel febbraio del 1187.
Ruggero, 3º signore di Gesualdo, nel maggio del 1206 cedette il fondo detto "Il Pesco" al monastero di Montevergine in cambio del canone annuo di 25 once d'oro stipulato dal padre. Non ebbe eredi. La baronia di Gesualdo si ridusse, in epoca sveva, al solo possesso di Gesualdo, Frigento, Taurasi e Mirabella Eclano. Il fratello di Ruggero, Roberto, fu il primo ad assumere il cognome Gesualdo. Costui ebbe due figli: Elia e Gesualda.
Dopo Ruggero furono signori di Gesualdo dei tedeschi, nominati da Federico II. Di essi ricordiamo: Hermann Von Strimberg, Raynaldus De Lavareta, attestato nella signoria di Gesualdo fino al 1226. Successivamente l'imperatore Corrado IV restituì a Elia II Gesualdo, figlio di Roberto e nipote abiatico di Ruggero, i beni che tornarono così alla dinastia Gesualdo. Nel 1246 Elia, d'accordo con il papa, congiurò contro l'imperatore. Essendo stata scoperta la congiura, Elia corse dall'imperatore a fare atto sottomissione per avere salva la vita. L'imperatore, che già gli aveva tolto le terre di Grottaminarda, lo privò del titolo principesco, ma gli rese salva la vita. Successivamente, con l'avvento di Carlo I d'Angiò, Elia II, per i suoi meriti sui campi di battaglia, dopo la sconfitta di Manfredi riottenne le sue terre e nel 1269 fu nominato giustiziere in alcune terre della Calabria. Sposò Giovanna di Ponziaco, da cui ebbe quattro figli: Nicolò, Mattia, Roberto e Francesca, che si maritò con Rainaldo, signore di Avella, nel 1276. Mattia fu nominato cavaliere dal re Carlo II d'Angiò ed ebbe in dono la terra di "Guardia Lombarda", oggi Guardia Lombardi, e il castello di Laino in Calabria. Mattia I sposò Costanza di Gajano, ebbe come primogenito Nicolò.
Alla morte di Elia subentrò il figlio Nicolò I Gesualdo, 5º signore di Gesualdo. Egli partecipò alla guerra che il re Carlo II d'Angiò fece per recuperare la Sicilia. Nel 1289 fu nominato capitano della città di Napoli. Il 20 febbraio 1299 gli fu confermato dal re Carlo II d'Angiò il possesso della baronia di Gesualdo. Morì nel 1300. Nicolò I sposò Giovanna della Marra, dalla quale ebbe due figlie: Roberta e Margherita. Roberta divenne moglie di Giacomo di Capua (figlio di Bartolomeo, gran protonotario del regno) e portò in dote Gesualdo con buona parte della sua baronia insieme alla città di Frigento; in seconde nozze si unì a Dragone di Merlotto. Margherita, l'altra figlia di Nicolò I, fu impalmata dal conte Americo di Sus. Dal matrimonio di Roberta con Dragone nacquero due figlie: Maria e Margherita. La primogenita, a cui spettò il feudo di Gesualdo, sposò il conte Filippo Filangieri, signore di Candida. Dal loro matrimonio nacque Giacomo Filangieri, conte di Avellino. Nel 1335 la famiglia Gesualdo promosse la fondazione del monastero dei Celestini a Gesualdo (attualmente sede del Comune).
Nel 1365 Mattia II Gesualdo, 6º signore di Gesualdo, figlio di Nicolò II, nipote abiatico di Mattia I comprò da Cobello Filangieri, per 650 once d'oro, il feudo di Gesualdo e il casale di Volpito. Ritornò così il feudo di Gesualdo alla famiglia Gesualdo.
Per diritto ereditario divennero signori di Gesualdo: Lionetto Gesualdo, Sansonetto Gesualdo, Luigi II, conte di Conza, poi Nicolò IV Gesualdo, Luigi III Gesualdo, Fabrizio I Gesualdo, Luigi IV Gesualdo, che al titolo di conte di Conza aggiunse, nel 1561, il titolo di principe di Venosa. A Luigi IV Gesualdo successe Fabrizio II Gesualdo ed infine Carlo Gesualdo (1566-1613) XII signore di Gesualdo, ultimo e più famoso del casato.

### L'avvento di Carlo Gesualdo (1566-1613)

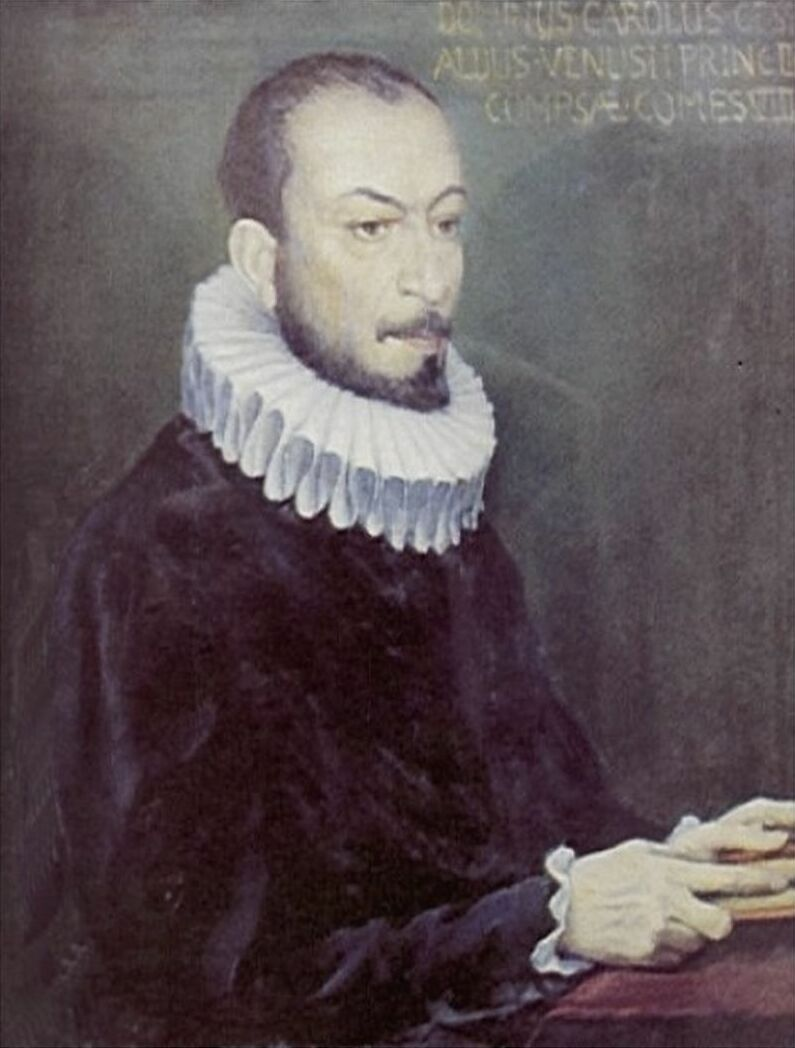
Carlo Gesualdo, Principe dei musici

La presenza del principe Carlo Gesualdo diede lustro alla vita gesualdina: per suo volere il castello venne trasformato da rude fortezza in una raffinata dimora capace di accogliere una fastosa corte canora nel vago e vano tentativo di emulare quella di Ferrara. Letterati e poeti furono frequentatori assidui del Castello di Gesualdo tra questi suo grande amico fu il poeta Torquato Tasso.
Nell'isolamento di Gesualdo, il principe continuò a comporre, a discutere quasi ossessivamente di musica, a rielaborare stimoli e suggestioni dell'esperienza ferrarese. Scrisse lavori anche di carattere religioso, che sembrano interrompere "come una parentesi ascetica il lungo intervallo di silenzio apparente tra i madrigali pubblicati a Ferrara e quelli degli ultimi due libri": nel 1603 uscì, a cura di G.P. Cappuccio e per i tipi di C. Vitale, la stampa napoletana in due volumi delle Sacrarum cantionum; nel 1611, a Gesualdo e a cura dello stampatore Carlino, vennero quindi stampati i Responsoria, esempio piuttosto raro e notevole per l'epoca di un intero ciclo del Triduo sacro musicato da un unico compositore.
Nello stesso anno, sempre a Gesualdo, venne pubblicato anonimo il quinto libro di madrigali a cura di G.G. Carlino, l'editore-stampatore che il principe di Venosa aveva voluto operante e al suo esclusivo servizio in un locale del castello adibito a tipografia.
Durante questo lungo periodo 1596-1613 (diciassette anni), più di un terzo della vita di Carlo, la cittadina di Gesualdo godette della magnificenza del principe che, per cercare la pace dell'anima e il perdono di Dio, fra tante altre opere, fece edificare tre chiese e due conventi: uno per i Domenicani e uno per i Cappuccini nel quale è custodita la pala del Perdono di Gesualdo, attribuita a Giovanni Balducci.

### Niccolò Ludovisi, signore di Gesualdo

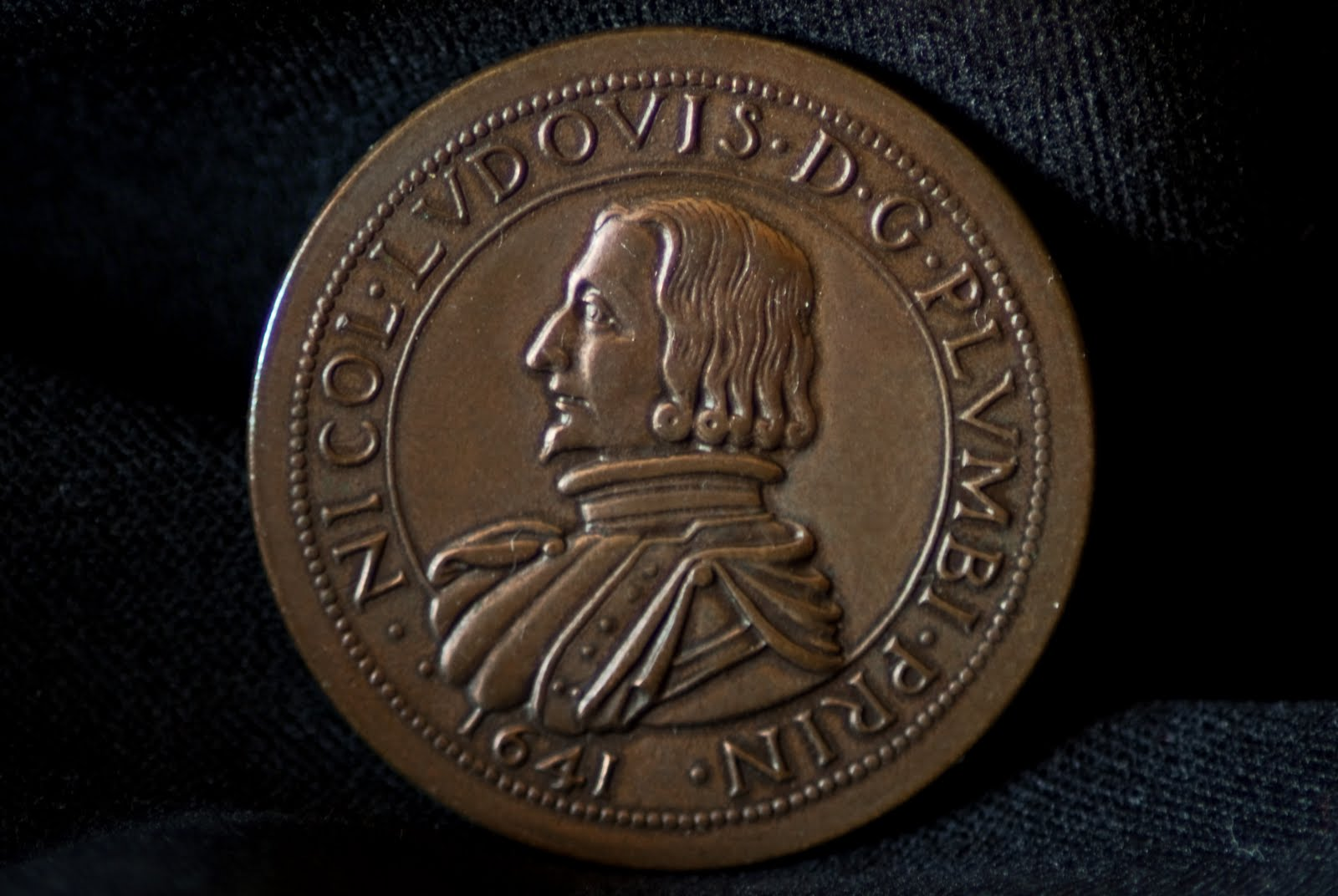
Antonella Caterini, ricostruzione del "Testone", moneta coniata dal Principe Niccolò Ludovisi nel 1641 (originale al museo civico di Bologna)

Alla morte di Carlo Gesualdo, a succedergli nel titolo di Signore di Gesualdo, fu Niccolò I Ludovisi, che nel 1622 sposò Isabella nipote di Carlo e figlia di Emanuele (figlio del Principe Carlo e di Maria d'Avalos morto per una rovinosa caduta da cavallo pochi giorni prima della morte del padre).
Niccolò I Ludovisi continuò ed arricchì l'opera edificante di Carlo Gesualdo, come testimoniano le lapidi di pietra presso i conventi dei Domenicani e dei Cappuccini, gli antichi stemmi che si trovano sopra la porta secondaria della chiesa di San Nicola e sopra l'ingresso del convento dei Cappuccini e il dipinto sulla volta a crociera dell'ingresso del castello.
La presenza del Ludosivi, meno osannata rispetto a quella del suo illustre predecessore, fu senza dubbio determinante nella crescita urbana e sociale di Gesualdo. Per volere del Ludovisi, l'antico abitato di Gesualdo venne profondamente rinnovato sotto l'influenza dei dettami dell'architettura urbanistica rinascimentale, infatti i nuovi signori del luogo promossero lo sviluppo urbanistico intorno al castello con l'edificazione di numerosi palazzi per la corte e alloggi per la servitù creando l'area della cittadella ancora oggi così denominata, e favorirono la nascita del borgo fuori dalla rocca fortificata.
Il nuovo signore di Gesualdo si adoperò per il completamento delle opere intraprese da Carlo Gesualdo ed arricchì il patrimonio urbano di strade, fontane e piazze e numerose altre opere civili come la torre neviera, acquedotti e ampi portali d'ingresso all'abitato, in modo da rendere al luogo gli aspetti compiuti di una città. Alla sua fervente religiosità, si deve poi l'edificazione di numerosi luoghi di culto, che arricchì di numerose opere pittoriche.
Grazie a questo considerevole slancio urbanistico e rilancio sociale, Gesualdo arrivò a contare ben 2 538 abitanti, una cifra considerevole per quell'epoca.
A Nicolò successe, nel 1658, il figlio Giovanni Battista che, nel luglio del 1682, vendette il feudo per 12.000 ducati a Isabella della Marra, moglie di Girolamo Gesualdo, marchese di Santo Stefano.

## Tavola genealogica
|                      |                         |                         |                       |                         |                         |                          |                          |                          |                                        |                                |                                |                           |                           |                     |                     |
|                      |                         |                         |                       |                         |                         |                          |                          |                          | Tancredi d'Altavilla *980-990 †1041    |                                |                                |                           |                           |                     |                     |
|                      |                         |                         |                       |                         |                         |                          |                          |                          |                                        |                                |                                |                           |                           |                     |                     |
|                      |                         |                         |                       |                         |                         |                          |                          |                          |                                        |                                |                                |                           |                           |                     |                     |
|                      |                         |                         |                       |                         |                         |                          |                          |                          | Roberto il Guiscardo *~1015 †1085      |                                |                                |                           |                           |                     |                     |
|                      |                         |                         |                       |                         |                         |                          |                          |                          |                                        |                                |                                |                           |                           |                     |                     |
|                      |                         |                         |                       |                         |                         |                          |                          |                          |                                        |                                |                                |                           |                           |                     |                     |
|                      |                         |                         |                       |                         |                         |                          |                          |                          | Ruggero Borsa fl. 1085 †1111           |                                |                                |                           |                           |                     |                     |
|                      |                         |                         |                       |                         |                         |                          |                          |                          |                                        |                                |                                |                           |                           |                     |                     |
|                      |                         |                         |                       |                         |                         |                          |                          |                          |                                        |                                |                                |                           |                           |                     |                     |
|                      |                         |                         |                       |                         |                         |                          |                          |                          | Guglielmo d'Altavilla *~1090 †1145-'50 |                                |                                |                           |                           |                     |                     |
|                      |                         |                         |                       |                         |                         |                          |                          |                          |                                        |                                |                                |                           |                           |                     |                     |
|                      |                         |                         |                       |                         |                         |                          |                          |                          |                                        |                                |                                |                           |                           |                     |                     |
|                      |                         |                         |                       |                         |                         |                          | Elia I *~1125 †1206      | Elia I *~1125 †1206      | Aristolfo *? † post 1195               | Aristolfo *? † post 1195       | Guglielmo *? †?                | Guglielmo *? †?           |                           |                     |                     |
|                      |                         |                         |                       |                         |                         |                          |                          |                          |                                        |                                |                                |                           |                           |                     |                     |
|                      |                         |                         |                       |                         |                         |                          |                          |                          |                                        |                                |                                |                           |                           |                     |                     |
|                      |                         |                         |                       | Guglielmo *~1145 †1170  | Guglielmo *~1145 †1170  | Ruggero *1147-’48 †~1220 | Ruggero *1147-’48 †~1220 | Goffredo *~1150 †~1190   | Goffredo *~1150 †~1190                 | Roberto Gesualdo *~1190 †~1230 | Roberto Gesualdo *~1190 †~1230 |                           |                           |                     |                     |
|                      |                         |                         |                       |                         |                         |                          |                          |                          |                                        |                                |                                |                           |                           |                     |                     |
|                      |                         |                         |                       |                         |                         |                          |                          |                          |                                        |                                |                                |                           |                           |                     |                     |
|                      |                         |                         |                       |                         |                         |                          |                          |                          |                                        | Elia II *~1215 †1278           |                                |                           |                           |                     |                     |
|                      |                         |                         |                       |                         |                         |                          |                          |                          |                                        |                                |                                |                           |                           |                     |                     |
|                      |                         |                         |                       |                         |                         |                          |                          |                          |                                        |                                |                                |                           |                           |                     |                     |
|                      |                         |                         |                       |                         |                         |                          |                          | Nicola I *1250 †~1295    | Nicola I *1250 †~1295                  | Mattia (Matteo?) I *? †~1290   | Mattia (Matteo?) I *? †~1290   | Roberto *? †?             | Roberto *? †?             |                     |                     |
|                      |                         |                         |                       |                         |                         |                          |                          |                          |                                        |                                |                                |                           |                           |                     |                     |
|                      |                         |                         |                       |                         |                         |                          |                          |                          |                                        |                                |                                |                           |                           |                     |                     |
|                      |                         |                         |                       |                         |                         |                          |                          |                          | Nicola II *? †?                        | Nicola II *? †?                | Riccardo *? †?                 | Riccardo *? †?            |                           |                     |                     |
|                      |                         |                         |                       |                         |                         |                          |                          |                          |                                        |                                |                                |                           |                           |                     |                     |
|                      |                         |                         |                       |                         |                         |                          |                          |                          |                                        |                                |                                |                           |                           |                     |                     |
|                      |                         |                         |                       |                         |                         | Mattia II *1315 †1370    | Mattia II *1315 †1370    | Ruggero *1319 †1350      | Ruggero *1319 †1350                    | Giannotto *1320 †1355          | Giannotto *1320 †1355          | Francesco *1324-’25 †1381 | Francesco *1324-’25 †1381 |                     |                     |
|                      |                         |                         |                       |                         |                         |                          |                          |                          |                                        |                                |                                |                           |                           |                     |                     |
|                      |                         |                         |                       |                         |                         |                          |                          |                          |                                        |                                |                                |                           |                           |                     |                     |
|                      |                         | Leonetto *? †?          | Leonetto *? †?        | Antonio *? †?           | Antonio *? †?           |                          | Luigi I *? †?            | Luigi I *? †?            | Ruggero *? †?                          | Ruggero *? †?                  | Giovannello fl. 1393           | Giovannello fl. 1393      |                           |                     |                     |
|                      |                         |                         |                       |                         |                         |                          |                          |                          |                                        |                                |                                |                           |                           |                     |                     |
|                      |                         |                         |                       |                         |                         |                          |                          |                          |                                        |                                |                                |                           |                           |                     |                     |
|                      |                         |                         |                       | Antonello *? †1436      | Antonello *? †1436      | Elia III *~1370 †1416    | Elia III *~1370 †1416    | Sansone I *1372 †1440    | Sansone I *1372 †1440                  |                                | Lionello *? †?                 | Lionello *? †?            |                           |                     |                     |
|                      |                         |                         |                       |                         |                         |                          |                          |                          |                                        |                                |                                |                           |                           |                     |                     |
|                      |                         |                         |                       |                         |                         |                          |                          |                          |                                        |                                |                                |                           |                           |                     |                     |
|                      |                         |                         |                       |                         |                         |                          |                          | Luigi II *1396-'97 †1472 |                                        |                                |                                |                           |                           |                     |                     |
|                      |                         |                         |                       |                         |                         |                          |                          |                          |                                        |                                |                                |                           |                           |                     |                     |
|                      |                         |                         |                       |                         |                         |                          |                          |                          |                                        |                                |                                |                           |                           |                     |                     |
|                      |                         |                         |                       |                         |                         |                          | Elia IV *1428 †1445      | Elia IV *1428 †1445      | Sansone II *1430 †1471                 | Sansone II *1430 †1471         |                                |                           |                           |                     |                     |
|                      |                         |                         |                       |                         |                         |                          |                          |                          |                                        |                                |                                |                           |                           |                     |                     |
|                      |                         |                         |                       |                         |                         |                          |                          |                          |                                        |                                |                                |                           |                           |                     |                     |
|                      |                         |                         |                       | Nicola III *1454 †1480  | Nicola III *1454 †1480  | Carlo *1455 †1523        | Carlo *1455 †1523        | Luigi III *1458 †1517    | Luigi III *1458 †1517                  | Cesare *1462 †1508             | Cesare *1462 †1508             | Massenzio *1464 †1519     | Massenzio *1464 †1519     | Antonio *1465 †1503 | Antonio *1465 †1503 |
|                      |                         |                         |                       |                         |                         |                          |                          |                          |                                        |                                |                                |                           |                           |                     |                     |
|                      |                         |                         |                       |                         |                         |                          |                          |                          |                                        |                                |                                |                           |                           |                     |                     |
|                      |                         |                         |                       |                         |                         | Fabrizio I *1484 †1545   | Fabrizio I *1484 †1545   | Camillo *1486 †1535      | Camillo *1486 †1535                    | Giovanni *1490 †1506           | Giovanni *1490 †1506           |                           |                           |                     |                     |
|                      |                         |                         |                       |                         |                         |                          |                          |                          |                                        |                                |                                |                           |                           |                     |                     |
|                      |                         |                         |                       |                         |                         |                          |                          |                          |                                        |                                |                                |                           |                           |                     |                     |
|                      |                         |                         |                       | Luigi IV *1507 †1584    | Luigi IV *1507 †1584    | Troiano *1508-’09 †1539  | Troiano *1508-’09 †1539  | Geronimo *1512 †1545     | Geronimo *1512 †1545                   |                                |                                |                           |                           |                     |                     |
|                      |                         |                         |                       |                         |                         |                          |                          |                          |                                        |                                |                                |                           |                           |                     |                     |
|                      |                         |                         |                       |                         |                         |                          |                          |                          |                                        |                                |                                |                           |                           |                     |                     |
|                      | Fabrizio II *1537 †1593 | Fabrizio II *1537 †1593 | Alfonso *1540 †1603   | Alfonso *1540 †1603     | Carlo *1543 †1566       | Carlo *1543 †1566        | Giulio *1545 †1596       | Giulio *1545 †1596       |                                        |                                |                                |                           |                           |                     |                     |
|                      |                         |                         |                       |                         |                         |                          |                          |                          |                                        |                                |                                |                           |                           |                     |                     |
|                      |                         |                         |                       |                         |                         |                          |                          |                          |                                        |                                |                                |                           |                           |                     |                     |
| Luigi V *1563 †1584  | Luigi V *1563 †1584     | Carlo *1566 †1613       | Carlo *1566 †1613     |                         |                         |                          |                          |                          |                                        |                                |                                |                           |                           |                     |                     |
|                      |                         |                         |                       |                         |                         |                          |                          |                          |                                        |                                |                                |                           |                           |                     |                     |
|                      |                         |                         |                       |                         |                         |                          |                          |                          |                                        |                                |                                |                           |                           |                     |                     |
| Emanuele *1588 †1613 | Emanuele *1588 †1613    | Alfonsino *1595 †1600   | Alfonsino *1595 †1600 | Antonio *1598-’99 †1635 | Antonio *1598-’99 †1635 |                          |                          |                          |                                        |                                |                                |                           |                           |                     |                     |
|                      |                         |                         |                       |                         |                         |                          |                          |                          |                                        |                                |                                |                           |                           |                     |                     |
|                      |                         |                         |                       |                         |                         |                          |                          |                          |                                        |                                |                                |                           |                           |                     |                     |
| Carlo *1610 †1610    |                         |                         |                       |                         |                         |                          |                          |                          |                                        |                                |                                |                           |                           |                     |                     |